# Potlačování ozvěny
Potlačení ozvěny je technické (obvodové) nebo softwarové opatření, které omezuje opakování reprodukce zvuku při komunikaci (například při dálkových telefonních hovorech).

## Popis
Při plně duplexní komunikaci může docházet ke vzniku jevu, který připomíná ozvěnu: zvuk vycházející ze sluchátka nebo reproduktoru je zachycen mikrofonem a odeslán zpět, kde se objeví jako poněkud opožděné opakování původního zvuku. Pro mnoho uživatelů je výraznější ozvěna nepříjemná, určité zvuky (například klapnutí) se mohou dalšími průchody smyčkou stále zesilovat až do ohlušujících intenzit a při větší intenzitě signálu může docházet ke vzniku hvizdů. Proto již analogové telefonní sítě obsahují prostředky, které omezují vznik ozvěny. V digitálních sítích se signál zpracovává tak, že se signál ze vzdáleného konce odečítá od signálu z mikrofonu, než je odeslán do sítě.
S ozvěnou mají problémy také modemy pracující v duplexním režimu se stejnými kmitočty v obou směrech. Modemy podle standardů V.32, V.34, V.56 a V.90 vyžadují zrušení ozvěny.